# Circuit du Houtland 2015
La 71e édition du Circuit du Houtland a eu lieu le 23 septembre 2015. La course fait partie du calendrier UCI Europe Tour 2015 en catégorie 1.1. 

Elle est remportée par Jens Debusschere.

## Présentation

### Équipes
Classé en catégorie 1.1 de l'UCI Europe Tour, le Circuit du Houtland est par conséquent ouvert aux UCI WorldTeams dans la limite de 50 % des équipes participantes, aux équipes continentales professionnelles, aux équipes continentales et aux équipes nationales.
| UCI WorldTeams  | UCI WorldTeams | UCI WorldTeams |
| Nom de l'équipe | Pays           | Code           |
| --------------- | -------------- | -------------- |
|                 |                |                |

| Équipes continentales professionnelles | Équipes continentales professionnelles | Équipes continentales professionnelles |
| Nom de l'équipe                        | Pays                                   | Code                                   |
| -------------------------------------- | -------------------------------------- | -------------------------------------- |
|                                        |                                        |                                        |

| Équipes continentales | Équipes continentales | Équipes continentales |
| Nom de l'équipe       | Pays                  | Code                  |
| --------------------- | --------------------- | --------------------- |
|                       |                       |                       |

### Règlement de la course

#### Primes
Les vingt prix sont attribués suivant le barème de l'UCI,. Le total général des prix distribués est de 14 477 €.
| Position | 1er     | 2e      | 3e      | 4e    | 5e    | 6e    | 7e    | 8e    | 9e    | 10e à 20e |
| Prix     | 5 785 € | 2 895 € | 1 445 € | 715 € | 580 € | 433 € | 433 € | 287 € | 287 € | 147 €     |

## Classements

### Classement final
| Classement final | Classement final | Classement final | Classement final | Classement final |
|                  | Coureur          | Pays             | Équipe           | Temps            |
| ---------------- | ---------------- | ---------------- | ---------------- | ---------------- |
| 1er              | Jens Debusschere |                  | Lotto-Soudal     |                  |
| modifier         |                  |                  |                  |                  |

### UCI Europe Tour
Ce Circuit du Houtland attribue des points pour l'UCI Europe Tour 2015, par équipes seulement aux coureurs des équipes continentales professionnelles et continentales, individuellement à tous les coureurs sauf ceux faisant partie d'une équipe ayant un label WorldTeam.
| Position,          | 1er | 2e | 3e | 4e | 5e | 6e | 7e | 8e | 9e | 10e | 11e | 12e |
| Classement général | 80  | 56 | 32 | 24 | 20 | 16 | 12 | 8  | 7  | 6   | 5   | 3   |